# 玻璃ノ薔薇
『玻璃ノ薔薇』（がらすのばら）は2003年11月6日にカプコンがPlayStation 2用ソフトとして発売したホラーゲーム。
開発はシング。
TOKIOの松岡昌宏が主人公として出演している。パッケージイラストは写実的なタッチで知られる森気楼が担当し、松岡を実物さながらに描いている。ジャンルは「サイコサスペンスアドベンチャー」。現代と過去が複雑にからみ合う人間関係、その中から人の心や記憶を読むといった独特のシステムが採用されている。

## あらすじ
駆け出しの新聞記者である影谷貴史は、20世紀におこった未解決事件の特集記事で、「キネマ屋敷連続殺人事件」を取り上げる。それは、新世界キネマ社の会長・芳野堂伝衛門が毒の入ったワインを飲んで死亡しているのが見つかり、屋敷に集まった一族のうち5人が何者かにより殺害された事件だった。
その記事を読んだ、「キネマ屋敷連続殺人事件」の関係者の孫娘だという女性・片桐尚美の訪問をきっかけに、彼女と共に事件現場となった洋館を訪れた貴史は、犯行が行われた昭和4年にタイムスリップしてしまう。
自らが事件の渦中に時を越えて辿りついたことに気がついた主人公は、74年過去の世界に飛ばされてしまった尚美を救出し帰還するため、備わった能力で謎のベールにつつまれたままの「キネマ屋敷連続殺人事件」の真相に迫っていく。

## 登場人物
影谷 貴史（かげたに たかし）
声 - 松岡昌宏
本作の主人公。駆け出しの雑誌記者で、家族はおらず天涯孤独の身。「キネマ屋敷連続殺人事件」の舞台となった洋館を訪れた際に謎の光に包まれ、事件発生時にタイムスリップしてしまう。更に、異次元に閉じ込められた尚美の様子を幻視したり、残留思念や人の心を読み取ることのできる能力を得る。
「キネマ屋敷連続殺人事件」の最初の死者である芳野堂伝衛門の生き別れの息子・七瀬和弥に顔立ちが酷似しており、周囲の人間に和弥と勘違いされたことから、尚美を救出し元の時代へ帰還するための手がかりを探すべく、和弥に成りすまして事件の渦中に飛び込んでいく。
片桐 尚美（かたぎり なおみ）
声 - 魏涼子
光太郎の孫。西洋建築の研究をしている大学院生の女性。貴史の書いた記事の中に、刑事であった祖父の手帳に記された事件に関する記述があり疑問を抱く。事件を記事に取り上げた貴史の元を訪れ、彼と共に事件現場を訪れ謎の光に包まれる。しかし、完全にタイムスリップした貴史と異なり、彼女は心の欠片だけが過去の世界に飛ばされてしまい、異次元に閉じ込められた状態になってしまう。
芳野堂 伝衛門（よしのどう でんえもん）
声 - 有川博
新世界キネマ社会長。顔に怪我を負ったことから顔の半分を覆う仮面を愛用していた。
1923年の大震災の時に顔に傷を負ってから性格も変わり、屋敷にこもる生活を送るようになる。
晩年は何かに怯えるように屋敷に引きこもっており、彼が毒入りワインを飲んで死亡しているのが発見されたことが「キネマ屋敷連続殺人事件」の発端となる。
芳野堂 絢子（よしのどう あやこ）
声 - 山崎美貴
伝衛門の後妻で、三番目の妻。
実家の再興のために恋人と離別し、伝衛門と政略結婚した。望まぬ結婚などの事情によって精神的に弱っており、部屋に閉じこもりがちになっている。
芳野堂 偉雄（よしのどう ひでお）
声 - 寺杣 昌紀
伝衛門の長男で、新世界キネマ社社長。
芳野堂 貴子（よしのどう たかこ）
声 - 弓場沙織
伝衛門の長女。新世界キネマ社に所属する看板女優でもある。
芳野堂 加奈絵（よしのどう かなえ）
声 - 水町レイコ
伝衛門の次女。女優に憧れているが、才能に恵まれず燻っている。
芳野堂 茉莉絵（よしのどう まりえ）
声 - 川本絢子
伝衛門の三女。学生で、普段は寄宿舎で生活している。
芳野堂 蓉子（よしのどう ようこ）
声 - 増子倭文江
偉雄の妻。
芳野堂 偉哉（よしのどう ひでや）
声 - 上野 容
偉雄の息子。
芳川 虚彦（よしかわ きよひこ）
声 - 今井朋彦
新世界キネマ社の専属監督で、貴子の婚約者。
野々村 海道（ののむら かいどう）
声 - 佐藤淳
銀座の映画館に勤務する活動弁士で、加奈絵の婚約者。
蜂谷 國男（はちや くにお）
声 - 大友龍三郎
古くから芳野堂家に仕えている執事。その仕事ぶりは実直な一方、慇懃無礼な一面も持つ。
六条 喜久代（ろくじょう きくよ）
声 - 藤堂陽子
古くから芳野堂家に仕えているメイド。亡くなった伝衛門の先妻・百合絵を未だに敬愛している。
島田 松之助（しまだ まつのすけ）
声 - 三谷昇
古くから芳野堂家に仕えている庭番。偏屈な性格の老人だが、伝衛門と同郷であったことから雇われた。
伊原 遼次（いはら りょうじ）
声 - 山路和弘
伝衛門死亡の通報を受けて現場にやってきた刑事。
片桐 光太郎（かたぎり こうたろう）
声 - 小山力也
伝衛門死亡の翌日にやってきた刑事で、尚美の祖父。
沢松 艶子（さわまつ つやこ）
声 - 岡寛恵
新世界キネマ社に所属する女優で、貴子のライバル。
高瀬 水穂（たかせ みずほ）
声 - 米倉紀之子
艶子を慕う新人女優。
ナオミ（なおみ）
声 -野々村のん
片桐刑事を訪ねて屋敷にやってきた女性。